# Calape
Calape ist eine philippinische Stadtgemeinde in der Provinz Bohol. Sie hat 30.863 Einwohner (Zensus 1. August 2015).

## Baranggays
Calape ist politisch in 33 Baranggays unterteilt.
| - Abucayan Norte - Abucayan Sur - Banlasan - Bentig - Binogawan - Bonbon - Cabayugan - Cabudburan - Calunasan - Camias - Canguha | - Catmonan - Desamparados (Pob.) - Kahayag - Kinabag-an - Labuon - Lawis - Liboron - Lo-oc - Lomboy - Lucob - Madangog | - Magtongtong - Mandaug - Mantatao - Sampoangon - San Isidro - Santa Cruz (Pob.) - Sojoton - Talisay - Tinibgan - Tultugan - Ulbujan |

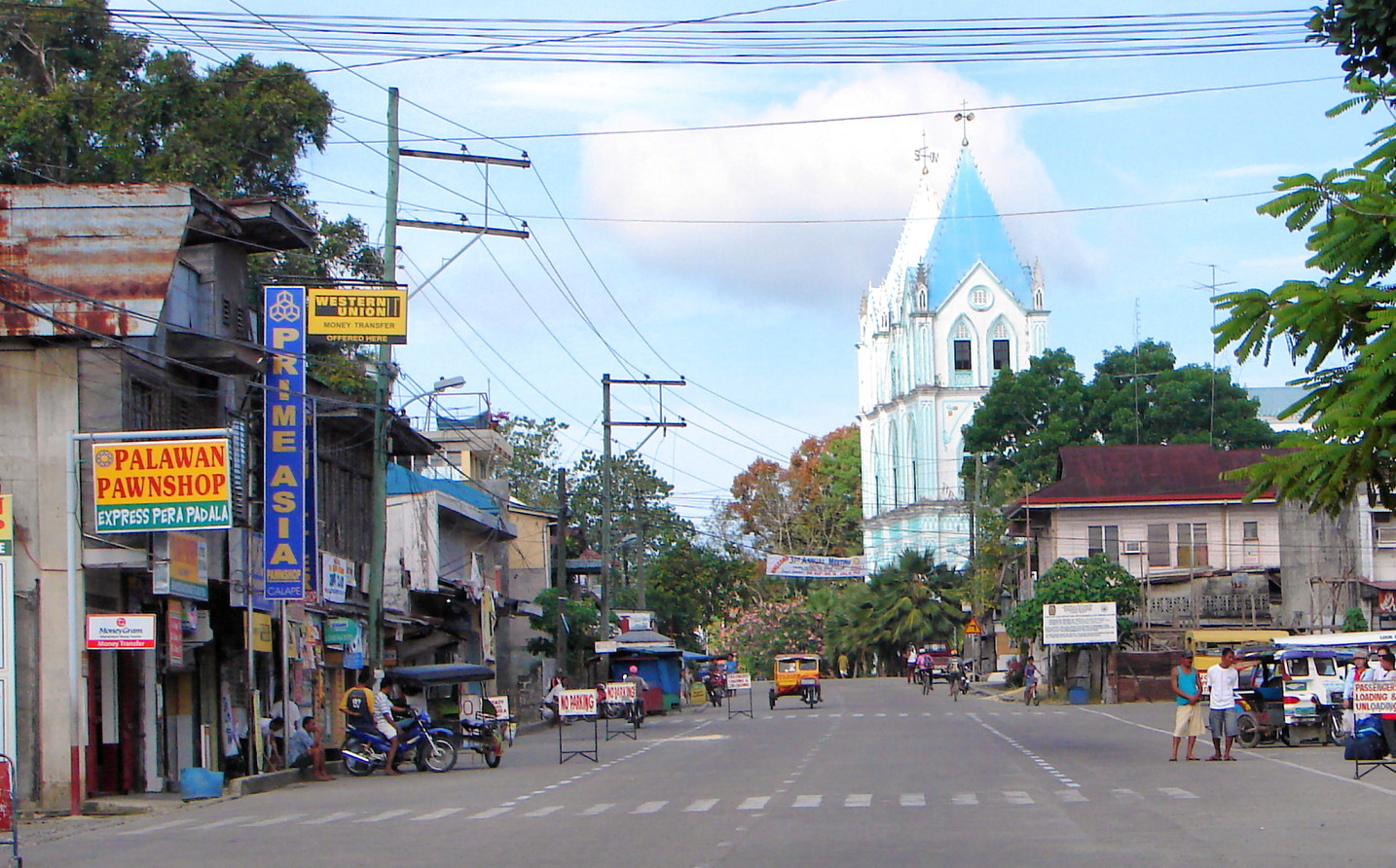
Stadtzentrum
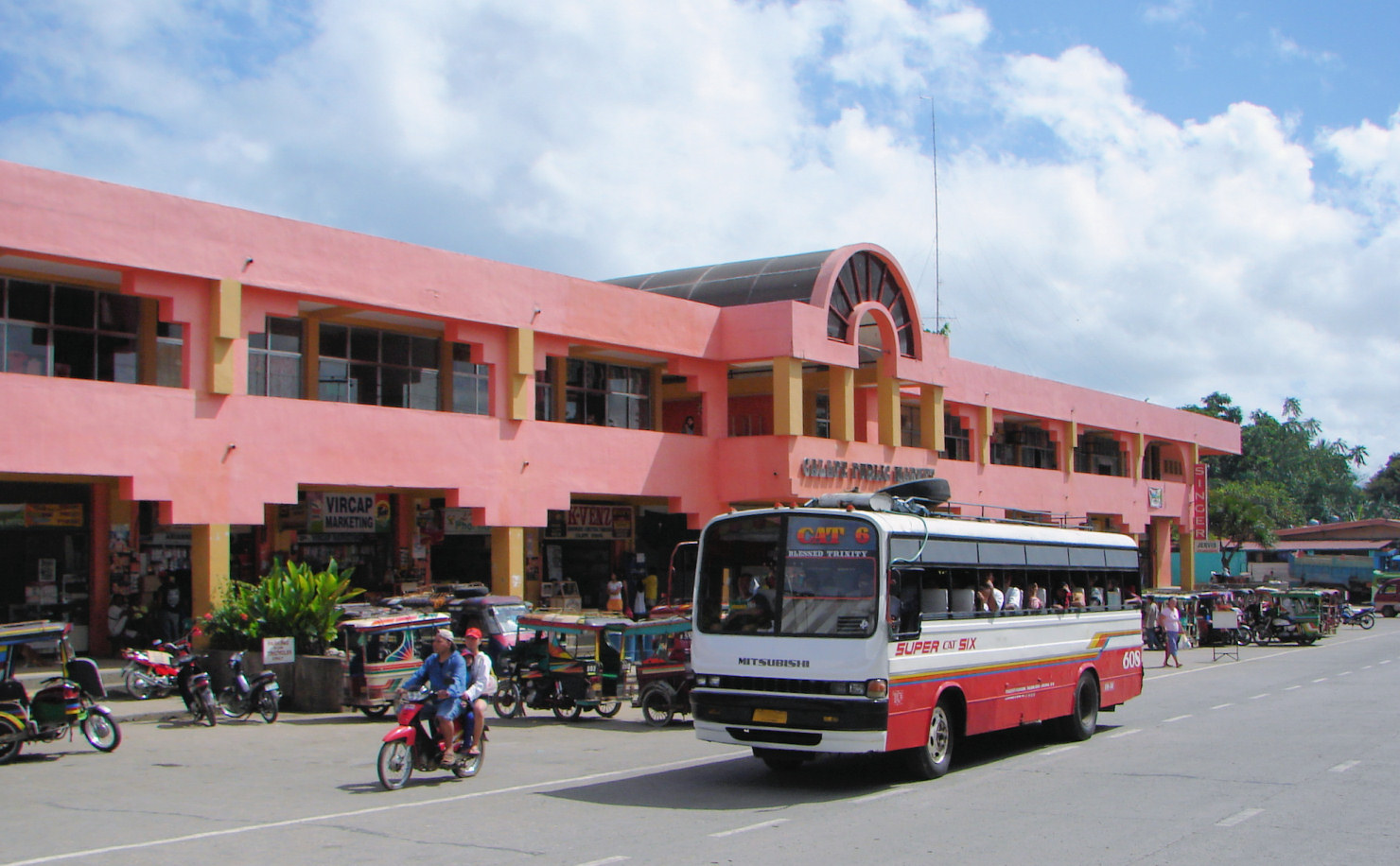
Markthalle